# Ekwador na Letnich Igrzyskach Olimpijskich 2000
Ekwador na Letnich Igrzyskach Olimpijskich 2000 reprezentowało 10 zawodników, 7 mężczyzn i 3 kobiety.

## Skład kadry

### Judo
- Juan Barahona - kategoria do 60 kg (odpadł w 2 rundzie)
- Carmen Chalá - kategoria +78 kg (odpadała w 1 rundzie)

### Lekkoatletyka
- Silvio Guerra - maraton (14. miejsce)
- Jefferson Pérez - chód na 20 km (4. miejsce)
- Martha Tenorio - maraton (25. miejsce)

### Pływanie
- Julio Santos - 50 m stylem dowolnym (odpadł w eliminacjach)
- Felipe Delgado - 100 m stylem dowolnym (odpadł w eliminacjach)
- Roberto Delgado - 100 m stylem motylkowym (odpadł w eliminacjach)
- Roberto Delgado - 200 m stylem motylkowym (odpadł w eliminacjach)

### Podnoszenie ciężarów
- Boris Burov - kategoria do 105 kg (10. miejsce)

### Strzelectwo
- Carmen Malo - pistolet pneumatyczny 10 m (21. miejsce)